# Manchester Giants
Die Manchester Giants sind eine professionelle Basketballmannschaft aus Manchester in England. Das 2011 gegründete Franchise der geschlossenen Profiliga British Basketball League (BBL) nimmt seit der Saison 2012/13 am Spielbetrieb der BBL teil. Sie knüpft dabei direkt an ein bereits früher bestehendes Franchise der BBL gleichen Namens an, die bis 2001 in der BBL spielte und eine Fusion der Basketballmannschaften der originalen Manchester Giants und von Manchester United war.

## Geschichte

### Manchester Giants (1976 bis 1985)
1971 hatte eine für die University of Manchester spielende Mannschaft den National Cup und damit auch die inoffizielle Meisterschaft Englands gewonnen. Ein Jahr später wurde mit der „National Basketball League“ (NBL) eine nationale Spielklasse eingeführt, der zunächst jedoch keine Mannschaft aus Manchester angehörte. 1976 erreichte eine als Manchester Giants spielende Mannschaft, die sich aus einer Basketballmannschaft aus Stretford entwickelt hatte und in Sale spielte, die Aufnahme in die Division One der NBL. Dort erreichte man in der Liga auf Anhieb den zweiten Platz unter anderem mit Spielern wie dem gebürtigen US-Amerikaner Jeff Jones, der später auch Trainer der Giants werden sollte. Die Giants konnten sich jedoch anschließend nicht mehr in der Spitze etablieren und konnten erst Mitte der 1980er wieder sportlich auf sich aufmerksam machen, nachdem man in das Altrincham Leisure Centre als Spielstätte umgezogen war. Zu dieser Zeit spielte unter anderem auch der spätere College-Basketballtrainer Craig Robinson, Schwager des späteren US-Präsidenten Barack Obama, für die Giants. 1985 landete man erneut auf dem dritten Platz in der Division One hinter der Mannschaft von Manchester United, die anschließend die Play-offs der NBL gewann. Anschließend übernahm United auch die Kontrolle über die Mannschaft der Giants, deren Unterstützer in Stockport jedoch eine neue Mannschaft gründeten.

### Manchester United (1975 bis 1987)
1975 gründete sich in Heaten Moor, einem Stadtteil von Stockport, die Basketballmannschaft von Stockport Belgrade. Nach zwei Jahren in der Division Two der NBL schaffte die Mannschaft den Aufstieg in die höchste nationale Spielklasse NBL Division One. Hier reichte es zunächst nicht zu vorderen Platzierungen. Im Korać-Cup 1978/79 konnte man sich jedoch für die Hauptrunde qualifizieren, nachdem man den schottischen Konkurrenten Murray BC aus Livingston (West Lothian) besiegt hatte. In der ersten Runde schied man dann noch vor der Gruppenphase nach zwei deutlichen Niederlagen in Hin- und Rückspiel gegen KK Cibona Zagreb aus.
1981 wechselte die Mannschaft die Spielstätte und zog in die neue Spectrum Arena in Warrington in Cheshire, wo man als Vikings antrat. Nachdem Bill Beswick, Trainer seit der Gründung 1975, die Mannschaft 1982 verließ, wurde er kurzzeitig von Craig Lynch ersetzt, bevor Joe Whelton Trainer der Vikings wurde, der die Mannschaft in der Saison 1983/84 auf den dritten Platz in der Liga und in das Play-off-Finale führen konnte, das gegen die Solent Stars verloren ging. In der folgenden Saison übernahm der Fußballverein Manchester United die Kontrolle über die Mannschaft, die unter dessen Namen unter anderem mit Colin Irish, einem der prägenden Spieler des britischen Basketballs in der folgenden Dekade, einen zweiten Platz vor dem lokalen Konkurrenten Giants in der Division One erreichte und die Play-offs gegen die Kingston Kings gewann. In der folgenden Spielzeit 1985/86 erreichte man als Fusionsverein von Giants und United den ersten Platz in der Liga, während die Play-offs durch Kingston gewonnen wurden, die sich zu der dominierenden englischen Mannschaft der folgenden Jahre entwickelte. Nach dem ersten Platz in der Liga startete man in der Saison 1986/87 im Europapokal der Landesmeister, in der man die erste Runde erreichte, nachdem man in der Qualifikation Benfica Lissabon besiegen konnte. In der Hauptrunde traf man auf die renommierte Mannschaft von Real Madrid, zuvor mehrfacher Sieger dieses Wettbewerbs, und konnte das Heimspiel lange offen gestalten, das man am Ende mit acht Punkten Unterschied verlor und nach einer Niederlage im Rückspiel ausschied. In der nationalen Meisterschaft reichte es zu einem dritten Platz in der Division One, bevor zur folgenden Saison die geschlossene Profiliga BBL eingeführt wurde.

### BBL-Franchise (1987 bis 2001)
Im Korać-Cup 1987/88 startete man erneut international und konnte auf dem Weg in die Gruppenspiele Panionios Athen und TDK Manresa ausschalten. In der Gruppenphase der 16 besten Mannschaften reichte es in sechs Gruppenspielen der Vierer-Gruppe zu zwei Siegen gegen Snaidero Caserta, während der spätere Finalist KK Cibona die Gruppe gewann. In der BBL kam man in der Premierenspielzeit auf den vierten Platz nach der regulären Saison und schied in den Play-offs im Halbfinale gegen den Hauptrundenersten aus Portsmouth aus, gegen den man auch im Halbfinale des National Cup verloren hatte. Anschließend verlor die BBL jedoch vier der 15 Gründungsmannschaften und auch United verlor das Interesse an seiner Basketballmannschaft, die an lokale Geschäftsleute verkauft wurde. Der ehemalige Giants-Spieler Jeff Jones wurde Nachfolger von Joe Whelton als Trainer des nun Eagles genannten Franchise. Im Korać-Cup 1988/89 schied man vor Erreichen der Gruppenphase gegen eine belgische Mannschaft aus und erreichte in der BBL den fünften Platz, bevor man in der ersten Play-off-Runde gegen die Leicester Riders ausschied. Zuvor hatte man das Finale im National Cup gegen die Bracknell Tigers verloren. Anschließend kehrte man nach der Fusion mit der unterklassigen Mannschaft der Stockport Giants, die sich nach der Übernahme der Manchester Giants durch United gebildet hatte, zum alten Namen Giants zurück.
In der Saison 1989/90, die nur noch mit acht Mannschaften in der BBL ausgespielt wurde, erreichte man den zweiten Platz und verlor in den Play-offs der besten vier Mannschaften das Halbfinale gegen die Sunderland 76ers nach zwei Verlängerungen. Diesen Gegner konnte man jedoch im Halbfinale des Ligapokals BBL Trophy in zwei Spielen schlagen, verlor aber das Finale gegen die Kingston Kings, die in jener Saison alle Wettbewerbe der BBL gewannen. In der folgenden Saison gewannen die Kings die Neuauflage des Finales in der BBL Trophy erneut, während die Giants in der Liga nur eine ausgeglichene Saisonbilanz vorwiesen und in den Play-offs früh ausschieden. In der Saison 1991/92 verpasste man als Trafford Giants auf dem neunten Platz erstmals die Play-offs, die nach dem schlechteren direkten Vergleich auch 1993 verpasst wurden. Anschließend kam es wiederum zu einem Eigentümerwechsel und in der BBL Trophy reichte es zum erneuten Finaleinzug. Diesmal ging das Finalspiel gegen die Thames Valley Tigers verloren und in den Play-offs verlor man nach einem dritten Platz in der Hauptrunde das Halbfinale gegen die Guildford Kings. Trainer Jones räumte nach sechs Jahren seinen Stuhl als Trainer.
In der Saison 1994/95 erreichte man die erste Runde im Korać Cup, in der man gegen CB Estudiantes aus Madrid ausschied, während es nach einem vierten Platz in der nationalen Meisterschaft zum erstmaligen Finaleinzug in die BBL-Play-offs reichte, wo man jedoch Titelverteidiger Worthing Bears unterlag. Nachdem man in der folgenden Saison 1995/96 eher stagnierte und sich nicht verbessern konnte, machte Trainer Mike Hanks Platz für Rückkehrer Joe Whelton. Doch auch unter Whelton konnte sich die Mannschaft ergebnistechnisch nicht verbessern, so dass dieser den Verein nach nur einer Saison wieder verließ und in die deutsche Basketball-Bundesliga zu Brandt Hagen ging. Nur äußerst knapp erreichte man in der folgenden Saison 1997/98 die Play-offs, nachdem man sich im direkten Vergleich gegenüber zwei Mannschaften am Ende durchsetzen konnte. In der Finalrunde konnte man dann jedoch den Hauptrundenersten Greater London Leopards ausschalten, bevor man im Halbfinale gegen den späteren Titelträger Birmingham Bullets ausschied.
Für die Saison 1998/99 holten die Giants aus Belgien Nick Nurse als Trainer zurück nach England, der mit den Birmingham Bullets 1996 Play-off-Sieger der BBL geworden war. Dieser konnte aus den Giants wieder eine Spitzenmannschaft in der BBL formen, nachdem er unter anderem Tony Dorsey verpflichtete, der 1996 unter Nurse „Most Valuable Player“ (MVP) der BBL gewesen war. Nachdem man erstmals 1999 den Ligapokal BBL Trophy gewonnen hatte, schied man als Zweiter der regulären Saison jedoch bereits im Play-off-Halbfinale gegen die Thames Valley Tigers aus. In der folgenden Saison verlor man in den Pokalwettbewerben National Cup und BBL Trophy jeweils das Finalspiel, während man in der Liga als Erster der Northern Conference in der nun in zwei Regionalgruppen geteilten BBL die beste Bilanz aller Mannschaften in der regulären Saison aufwies und auch erstmals die Play-offs gewann. Tony Dorsey wurde als erster Spieler der Giants MVP der BBL. Die Eigentümer fanden jedoch nicht mehr genügend finanzielle Mittel, um die Mannschaft zu finanzieren und Trainer Nurse wechselte zum Ligakonkurrenten London Towers, der auch im neu geschaffenen Vereinswettbewerb EuroLeague antrat. Nachdem die Giants die Hallenkosten in der Saison 2000/01 nicht mehr finanzieren konnten, wechselte man aus der Manchester Arena ins Manchester Velodrome. Sportlich verpasste man als Titelverteidiger die Play-offs und nach nur neun Spielen in der Saison 2001/02 folgte das Aus für das Franchise. 
1998 hatte sich aus einer Reservemannschaft der Giants, die zunächst in der NBL Division Three spielte, der Verein Magic gebildet. Der ehemalige NBA-Profi John Amaechi finanzierte eine Sporthalle in Manchester mit 600 Plätzen, die die Magic als Heimspielstätte in der Division One der nun „English Basketball League“ (EBL) genannten Spielklasse unterhalb der geschlossenen Liga BBL nutzten. Die Magic bekamen auch das Angebot, die Giants in der BBL zu beerben, zogen aber aus wirtschaftlichen Erwägungen zuletzt 2007 zurück. Von 2007 bis 2010 gehörten sie zu den erfolgreichsten Mannschaften in der EBL mit zwei Play-off-Siegen und zwei weiteren Finalteilnahmen sowie der gleichen Bilanz im National Cup.

### Manchester Giants (seit 2011)
2011 entschloss sich schließlich Jeff Jones, lange Jahre Spieler und Trainer der Giants, mit Unterstützung von Investoren, ein neues BBL-Franchise in Manchester zu gründen. Die BBL genehmigte das Ansinnen im Januar 2012, unter anderem auch den alten Franchisenamen Giants und die alten Vereinsfarben weiterzuführen. Die Ergebnisse der historischen Giants werden dem neuen Franchise durch die BBL jedoch nicht zugeschrieben. Die Manchester Magic, deren Trainer Jones zuvor war, zogen sich daraufhin zunächst in die dritte Division der EBL zurück. Zur Spielzeit 2012/13 startete man den Spielbetrieb in der Halle des Wright Robinson College in Gorton. Zur Mitte der Spielzeit konnte man den international erfahrenen Nick George verpflichten, der nach einer Verletzung die Teilnahme an den Olympischen Spielen 2012 in der Hauptstadt London verpasst hatte. Am Ende der Spielzeit verpasste man mit einem Sieg Rückstand als Neunter knapp den Einzug in die Play-offs.